# Sie kamen zu viert um zu töten
Sie kamen zu viert um zu töten (Originaltitel: …E vennero in quattro per uccidere Sartana) ist ein Italowestern, den Demofilo Fidani mit geringem Budget 1969 inszenierte. Der mit Jeff Cameron in der Hauptrolle besetzte Film konnte im deutschsprachigen Raum erstmals am 12. Juni 1986 im Privatfernsehen synchronisiert gesehen werden.

## Handlung
Sieben maskierte Banditen entführen die junge Susy Prescott, die Cousine des Bürgermeisters von Clayton, Frank Colonny. Ihr Anführer, der „Der Mormone“ genannt wird, verlangt 15.000 US$ Lösegeld. Frank stimmt zu und greift direkt nach der Geldübergabe und der Freilassung Susys mit Sheriff Benson die Gruppe an, von der vier Leute entkommen können.
Benson versichert sich der Hilfe des Revolverhelden Sartana; der Mormone heuert vier Killer an, die diesen töten sollen: Buffalo, dessen Waffe seine Peitsche ist, Martinez, ein Meister des Messerwerfens, Sullivan, der herausragende Körperkräfte hat und Silky, einen bislang unbesiegten Scharfschützen. Sartana kann drei von ihnen ausschalten.
Als Sartana das Versteck des Mormonen entdeckt, stellt er dessen Identität mit Frank Colonny fest. Er nimmt ihn gefangen und übergibt ihn dem Sheriff. Dann muss er sich in einem finalen Duell Silky stellen, den er schließlich erschießen kann.

## Kritik
Segnalazioni Cinematografiche bezeichnete den Film „als sehr bescheidenen Western mit klischeehaften Vorgängen und Einfällen“. Das Lexikon des internationalen Films wurde noch deutlicher: „Schlecht und armselig-billig inszenierter Nachzügler der Italowestern-Welle um die Sartana-Figur, garniert mit lächerlich arrangierten Schlägereien und Schießereien.“ Christian Keßler bemerkt, dass dieser Film zu Fidanis besten gehöre und zeigt sich überrascht, dass der spätere Dario-Argento-Mitarbeiter Luciano Tovoli als Kameramann verantwortlich zeichnete.

## Bemerkungen
Gedreht wurde der Film in der Umgebung von Pisa und in den Cave Studios bei Rom.
Wie bei Fidani üblich, werden nahezu alle Beteiligten unter englisch klingenden Pseudonymen geführt.
Bilder des Filmes wurden im September 1970 als Fotoroman bei Star Ciné Adventures in Frankreich veröffentlicht.